# Bipirámide hexagonal
Una bipirámide hexagonal es un poliedro formado a partir de dos pirámides hexagonales unidas por sus bases. El sólido resultante tiene 12 caras triangulares, 8 vértices y 18 aristas. Las 12 caras son triángulos isósceles idénticos.
Aunque es una figura isoedral, no es un sólido platónico porque en algunos vértices coinciden cuatro caras y en otros coinciden seis caras, y no es un sólido de Johnson porque sus caras no pueden ser triángulos equiláteros, dado que 6 triángulos equiláteros formarían un vértice plano.
Forma parte de un conjunto infinito de bipirámides. Al tener doce caras, es un tipo de dodecaedro, aunque ese nombre suele asociarse a la forma del poliedro regular con caras pentagonales.
La bipirámide hexagonal posee simetría especular (respecto a un plano horizontal en la figura de la derecha) donde se unen las bases de las dos pirámides. Este plano interseca a la bipirámide formando un hexágono regular. También posee otros seis planos de simetría que cruzan los dos ápices. Estos planos intersecan la figura formando un rombo cada uno, y se encuentran separados un ángulo de 30° entre sí, situados perpendicularmente con respecto al plano horizontal.

## Imágenes
Se puede modelizar como un teselado sobre una esfera, que también representa los dominios fundamentales de [3,2], el grupo diedral *322:

## Poliedros relacionados
La bipirámide hexagonal, dt{2,6}, puede modificarse mediante truncamiento, tdt{2,6}; o bien mediante alternado (achatado), sdt{2,6}:
La bipirámide hexagonal, dt{2,6}, también puede someterse sucesivamente a rectificado rdt{2,6} y  truncamiento, trdt{2,6}; o bien a rectificado y alternado (achatado), srdt{2,6}:
|                         |        |        |        |       |         |         |          |          |
|                         |        |        |        |       |         |         |          |          |
| {6,2}                   | t{6,2} | r{6,2} | t{2,6} | {2,6} | rr{6,2} | tr{6,2} | sr{6,2}  | s{2,6}   |
| Duales de los uniformes |        |        |        |       |         |         |          |          |
|                         |        |        |        |       |         |         |          |          |
| V62                     | V122   | V62    | V4.4.6 | V26   | V4.4.6  | V4.4.12 | V3.3.3.6 | V3.3.3.3 |

Es el primer poliedro en una secuencia definida por la configuración de vértices V4.6.2n. Este grupo es especial por tener un número par de aristas por vértice y formar planos de bisección a través de los poliedros y líneas infinitas en el plano, y continuar en el plano hiperbólico para cualquier {\displaystyle n\geq 7.}.
Con un número par de caras en cada vértice, estos poliedros y mosaicos se pueden mostrar alternando dos colores para que todas las caras adyacentes tengan colores diferentes.
Cada cara en estos dominios también corresponde al dominio fundamental de un grupo de simetría con espejos de orden 2,3,n en cada vértice de la cara del triángulo.
| *n32 mutación de simetría de teselados omnitruncados: 4.6.2n | *n32 mutación de simetría de teselados omnitruncados: 4.6.2n | *n32 mutación de simetría de teselados omnitruncados: 4.6.2n | *n32 mutación de simetría de teselados omnitruncados: 4.6.2n | *n32 mutación de simetría de teselados omnitruncados: 4.6.2n | *n32 mutación de simetría de teselados omnitruncados: 4.6.2n | *n32 mutación de simetría de teselados omnitruncados: 4.6.2n | *n32 mutación de simetría de teselados omnitruncados: 4.6.2n | *n32 mutación de simetría de teselados omnitruncados: 4.6.2n | *n32 mutación de simetría de teselados omnitruncados: 4.6.2n | *n32 mutación de simetría de teselados omnitruncados: 4.6.2n | *n32 mutación de simetría de teselados omnitruncados: 4.6.2n | *n32 mutación de simetría de teselados omnitruncados: 4.6.2n |
| Sim. *n32 [n,3]                                              | Esférica                                                     | Esférica                                                     | Esférica                                                     | Esférica                                                     | Euclídea                                                     | Hiperb. compacta                                             | Hiperb. compacta                                             | Paracomp.                                                    | Hiperb. no compacta                                          | Hiperb. no compacta                                          | Hiperb. no compacta                                          | Hiperb. no compacta                                          |
| Sim. *n32 [n,3]                                              | *232 [2,3]                                                   | *332 [3,3]                                                   | *432 [4,3]                                                   | *532 [5,3]                                                   | *632 [6,3]                                                   | *732 [7,3]                                                   | *832 [8,3]                                                   | *∞32 [∞,3]                                                   | [12i,3]                                                      | [9i,3]                                                       | [6i,3]                                                       | [3i,3]                                                       |
| ------------------------------------------------------------ | ------------------------------------------------------------ | ------------------------------------------------------------ | ------------------------------------------------------------ | ------------------------------------------------------------ | ------------------------------------------------------------ | ------------------------------------------------------------ | ------------------------------------------------------------ | ------------------------------------------------------------ | ------------------------------------------------------------ | ------------------------------------------------------------ | ------------------------------------------------------------ | ------------------------------------------------------------ |
| Figuras                                                      |                                                              |                                                              |                                                              |                                                              |                                                              |                                                              |                                                              |                                                              |                                                              |                                                              |                                                              |                                                              |
| Config.                                                      | 4.6.4                                                        | 4.6.6                                                        | 4.6.8                                                        | 4.6.10                                                       | 4.6.12                                                       | 4.6.14                                                       | 4.6.16                                                       | 4.6.∞                                                        | 4.6.24i                                                      | 4.6.18i                                                      | 4.6.12i                                                      | 4.6.6i                                                       |
| Duales                                                       |                                                              |                                                              |                                                              |                                                              |                                                              |                                                              |                                                              |                                                              |                                                              |                                                              |                                                              |                                                              |
| Config.                                                      | V4.6.4                                                       | V4.6.6                                                       | V4.6.8                                                       | V4.6.10                                                      | V4.6.12                                                      | V4.6.14                                                      | V4.6.16                                                      | V4.6.∞                                                       | V4.6.24i                                                     | V4.6.18i                                                     | V4.6.12i                                                     | V4.6.6i                                                      |

| Nombre bipirámide          | Bipirámide digonal | Bipirámide triangular (J12) | Bipirámide cuadrada (O) | Bipirámide pentagonal (J13) | Bipirámide hexagonal | Bipirámide heptagonal | Bipirámide octogonal | Bipirámide eneagonal | Bipirámide decagonal | ...                   | Prisma apeirogonal |
| -------------------------- | ------------------ | --------------------------- | ----------------------- | --------------------------- | -------------------- | --------------------- | -------------------- | -------------------- | -------------------- | --------------------- | ------------------ |
| Imagen del poliedro        |                    |                             |                         |                             |                      |                       |                      |                      |                      | ...                   |                    |
| Poliedro esférico image    |                    |                             |                         |                             |                      |                       |                      |                      |                      | Imagen teselado plano |                    |
| Config. caras              | V2.4.4             | V3.4.4                      | V4.4.4                  | V5.4.4                      | V6.4.4               | V7.4.4                | V8.4.4               | V9.4.4               | V10.4.4              | ...                   | V∞.4.4             |
| Diagrama de Coxeter-Dynkin |                    |                             |                         |                             |                      |                       |                      |                      |                      | ...                   |                    |

## Dato curioso
También apareció en el videojuego * Los Sims